# Державний кордон Еквадору
Еквадор — країна, розташована в північно-західній частині материка Південної Америки. Країна перетинається екватором, територія лежить у різних географічних системах: тропічний ліс Амазонки, гірська система Анд і узбережжя Тихого океану з затоками та островами. Ці обставини вплинули на формування природних кордонів країни.
Еквадор межує на континенті з Колумбією та Перу та має 2385 км сухопутного кордону. Також з ціма країнами Еквадор має морські кордони. Між Галапагоськими островами, які належать державі, та островом Кокос, що належить Коста-Рикі існують морські кордони.

## Сухопутні кордони

### Перу
Кордон з Перу має найбільшу протяжність та становить 1529 км. Прикордонне положення з Перу мають еквадорські провінції Лоха, Самора-Чинчипе, Морона-Сантьяґо, Пастаса, Орельяна, Сукумбіос.
Кордон з Перу починається на узбережжі Тихого океану, в затоці Гуаякіль-Тумбес, між містами Сарумілья (Перу) і Уакільяс (Еквадор) по річці Зарумілла. Потім продовжується на схід через гори Кордильєра-дель-Кондор, по річці Чира та її притоці Макара. Від крайньої південної точці Еквадору, в місці злиття річки Сан-Франциско та Чінчіпе кордон повертає на північ та проходить по хребтам Еквадорських Анд до річки Сантьяго, а потім повертає на північний схід до річці Путумайо.
Через кілька неточностей у делімітації кордону в період іспанської колоніальної ери, були різні війни та дипломатичні конфлікти між Перу та Еквадором, включаючи колумбійсько-перуанську війну та перуансько-еквадорську війну. Після майже 150 років конфлікту у 1942 році кордон було визначено Протоколом Ріо-де-Жанейро.

### Колумбія

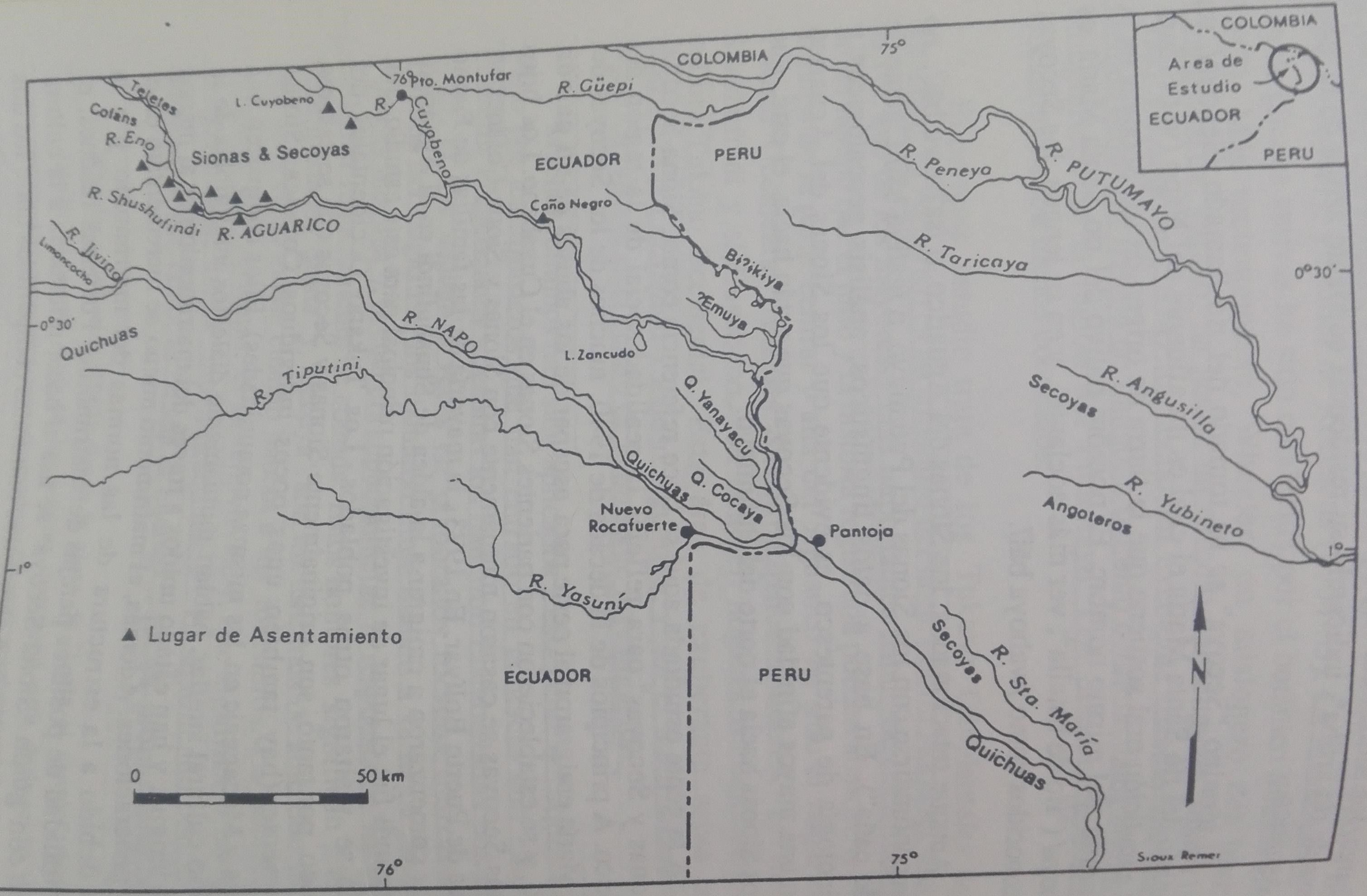
Мара кордону Еквадору з Перу та Колумбією

Карта кордону між Колумбією та Еквадором

Загальна протяжність кордону з Колумбією становить 708 км. Прикордонне положення з Колумбією мають провінції Есмеральдас, Карчі та Сукумбіос. Кордон починається у затоці Анкон-де-Сардінас. Лінія державного кордону між Еквадором та Колумбією проходить по притоці Амазонки Путумайо та її притоці Сан-Мігель. Також від гір на захід проходить кордон по річці Матахе, що впадає в Тихий океан, та по річках Міра, Карчі та Чікіто.
Початкові кордони між двома країнами були спочатку встановлені Іспанською імперією в колоніальний період. В 1830 році після розпаду Великої Колумбії, кордони між Еквадором і Колумбією почали обговорюватися. Сучасні кордони були встановлені договором між Республіками Колумбія та Еквадор 15 липня 1916 року, який поклав край прикордонному конфлікту між Колумбією та Еквадором.

## Морські кордони

### Колумбія
Делімітація морського кордону з Колумбією проводилась за договорами 1975 та 2012 років. Цей договір визначає кордон між морськими та підводними районами наступним чином:
- Від продовження сухопутного кордону та злиття територіальних вод обох країн в затоці Анкон-де-Сардінас.
- 200 морських миль від узбережжя кожній країни.
- За межами 12 морських миль територія, розташована в 10 морських милях навколо цього кордону, вважається зоною особливого управління, де рибалки обох країн можуть вільно рибалити чи полювати, не вважаючи це порушенням суверенітету націй.

### Коста-Рика

Морські кордони Еквадор з Коста-Рика

Оскільки виключні економічні зони острова Кокос (Коста-Ріка) і Галапагоських островів (Еквадор) перетиналися, обидві країни повинні були підписати угоду про територіальні води в Тихому океані. Морське розмежування між країнами було проведено 12 березня 1985 року в Кіто.
Згідно з цією угодою, морський кордон між двома країнами складається з геодезичної лінії між островами Дженовеза, Пінта і Дарвін (Еквадор) і Коко і Дос Амігос (Коста-Рика).

### Перу

Карта морського кордону між Перу та Еквадором.

18 серпня 1952 року обидві країни (разом із Чилі) підписали в Сантьяго-де-Чилі так звану «Декларацію про морську зону», за якою вони претендували на морські води до 200 морських миль, які безпосередньо примикають до їхніх берегів. 4 грудня 1954 року в Лімі була підписана «Угода про особливу морську прикордонну зону», яка створювала «особливу зону» в морі, яка була б розташована за зоною 12 морських миль від берегів і складалася б із смуги шириною 10 морських миль, яка мала умови економічного використання. В угоді, як і в декларації 1952 року, кордони розташовані на паралелях.
В 2011 році Перу та Еквадор офіційно оформили угоду щодо морських кордонів, де морський кордон між обома країнами був описаний вперше, детально та з відповідними координатами та графічними зображеннями. Ця угода була зареєстрована в Секретаріаті ООН як міжнародна угода відповідно до статті 102 Статуту ООН.
Згідно з цією угодою, кордон між морськими просторами Перу та Еквадору проходить уздовж географічної паралелі 03°23'31.65" пд..ш.. Початок кордону лежить на точці з координатою 80°18'49.27" зх.д. та відповідає початковій точці сухопутного кордону між державами. 200 мильна морська зона починається з точки з координатами 03°23'31.65" пд.ш. і 81°09'12.53" зх.д..